# Tomahawk (fegyver)

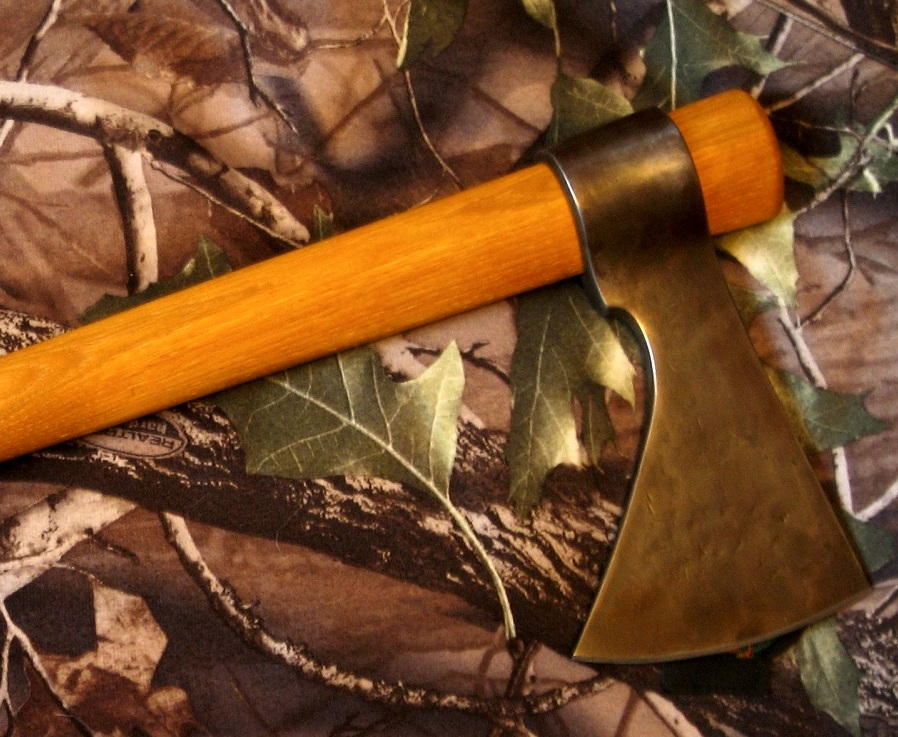
Amerikai gyártmányú tomahawk

A tomahawk (ritkán: tomahauk) az észak-amerikai indiánok vágó- és hajítófegyvere, amely leginkább a baltához hasonlít.

## Leírása
Annyiban különbözik a baltától, hogy a nyele rendszerint egyenes és hengeres, míg a baltáé általában enyhén görbített, és a keresztmetszete sem kör alakú. A balta foka jellemzően lapos, a tomahawké viszont kitüremkedik, de nem feltétlenül hegyes, lehet kalapácsszerű is. (A közelharc során ezt az oldalát használták az ellenség koponyájának bezúzására. Ebből a szempontból a buzogánnyal rokon.) A tomahawk feje korai formájában kőből készült, ezt azonban az európaiak megjelenésével fokozatosan felváltották a vasból, illetve sárgarézből készült fejek. A fémeket a telepesektől kapták az indiánok, élelmiszerért vagy egyéb dolgokért cserébe. A nyelet tradicionálisan hikorifából, esetleg kőris- vagy juharfából faragták.
Ismeretesek olyan tomahawk-változatok is, melyeken a vágóéllel ellentétes oldalon nem hegyes kitüremkedés, hanem pipafej található. A nyélben ennek megfelelően furat van, mely lehetővé teszi a dohány szívását. Az ilyen tomahawkokat európai telepesek készítették, hogy megnyerjék velük az indiánok jóindulatát. A kereskedelemben jó cserealapot jelentett, de diplomáciai célokból is ajándékozták. Egy ilyen tárgy a háborút és a békét egyaránt szimbolizálta. Az indiánok tradicionális békepipája (a kalumet) egyébként agyagból készült.

## Etimológiája
A tomahawk neve valószínűleg az algonkin nyelvcsaládhoz tartozó póhatanok nyelvéből került az angolba, a 17. század folyamán.